# Polypodium paraguayense
Polypodium paraguayense là một loài dương xỉ trong họ Polypodiaceae. Loài này được Baker mô tả khoa học đầu tiên năm 1878.
Danh pháp khoa học của loài này chưa được làm sáng tỏ. 